# L
|  | «ELA» redirigeix aquí. Vegeu-ne altres significats a «Esclerosi lateral amiotròfica». |

La L és la dotzena lletra de l'alfabet català i novena de les consonants. El seu nom és ela, el o ele.

## Història
La lletra L deriva del semític i va ser adaptada pels semites d'un símbol egipci. La lletra grega lambda (Λ, λ) i les seves equivalents etrusca i llatina, representen el mateix so que el de la lletra semítica.
El seu origen gràfic el trobem a l'alfabet fenici, on designava una lletra el nom de la qual era bastó (representat invertidament al llarg dels anys).
| S39 |

| S39 |

## Fonètica
En català representa el so lateral aproximant alveolar velaritzada de l'alfabet fonètic internacional [ɫ], encara que hi ha tendència a substituir-la per castellanització per una lateral aproximant alveolar sonora [l].
Quan n'hi ha dues de seguides, llavors fa el dígraf ll que representa el so lateral aproximant palatal sonor. Antigament també podia representar aquest últim so si anava sola a començament de mot.
Per a distingir el so lateral palatal del dígraf ll [ʎ] del so de la ela geminada [ɫ.ɫ] (p.ex; «cella» i «cel·la»), s'escriu un punt alçat, o volat, entre les dues eles.

## Significats de la lletra L
- Bioquímica: en majúscula símbol de la leucina.
- Física: en majúscula símbol del nombre leptònic
- Matemàtiques: en els nombres romans té el valor de 50. Sol indicar la longitud
- Unitats: en minúscula és el símbol del litre, unitat de volum.
- Vehicles: Si és de color blanc sobre fons verd indica que un conductor és novell; sobre fons blau indica vehicle en pràctiques a través d'una escola; en fons vermell, en pràctiques en un vehicle privat. A les matrícules, indica procedència de Luxemburg i, abans, de Lleida
- Al tèxtil indica talla gran
- És el nom d'un llenguatge de programació

## Lletres similars i símbols relacionats
- LL, dígraf usat en català i altres llengües
- L·L, ela geminada, usada en català.
- Ŀ, ela amb punt volat, usada en català (obsoleta).
- Ĺ, ela amb accent agut, usada en l'eslovac.
- Ł, ela barrada usada en polonès.
- Ļ, ela amb ogonek, usada en letó
- Ľ, ela amb anticircumflex, usada en eslovac.
- Ḷ, ela amb punt inferior, usada en asturlleonès.
- Ɫ, ela amb titlla al mig, usada en l'alfabet AFI
- Л, ela de l'alfabet ciríl·lic.
- ל, lletra làmed de l'alfabet hebreu.
- Λ, lletra lambda de l'alfabet grec.
- £, símbol de la lliura esterlina.
- ₤, símbol de la lira italiana, usat abans de l'euro.